# Juan Daniel Balcácer
Juan Daniel Balcácer (Santo Domingo, 28 maart 1949) is een Dominicaans historicus en essayist. Zijn onderzoek richt zich vooral op de geschiedenis van de Dominicaanse Republiek, speciaal de geschiedenisdata. 

## Opleiding en loopbaan
Hij volgde het basisonderwijs in de Dominicaanse Republiek en middelbaar en hoger onderwijs in New York. 
Door zijn onderzoeken werd hij gevraagd als gastdocent van de afdeling Geschiedenis van de Universiteit van Alabama en later als hoogleraar Dominicaanse geschiedenis aan de Apec universiteit in Santo Domingo en aan de Historia Crítica Dominicana van de Universidad Católica Santo Domingo".
Hij is sinds 1998 een vast lid van de Academia Dominicana de la Historia van de Academia Dominicana de Ciencias van het Instituto Duartiano en van de Sociedad Dominicana de Bibliófilos. Voor de periode 2010 - 2013 is hij vicepresident van de Raad van Bestuur en directeur van de Fundación Peña Batlle.In 2012 is hij ook voorzitter van de Comisión Permanente de Efemérides Patrias. Veel van zijn historisch onderzoek richt zich op de nationale onafhankelijkheid van de Dominicaanse Republiek en de studie van het politieke denken van de drie voornaamste protagonisten: Juan Pablo Duarte, Francisco del Rosario Sánchez en Ramón Matías Mella.
Balcácer heeft ook brieven en geschriften van de patriotten Francisco, J. Peynado en Eugenio Perdomo gedocumenteerd. Daarnaast geeft hij veel lezingen over historische onderwerpen op binnen- en buitenlandse universiteiten en is redactioneel medewerker van toonaangevende kranten en tijdschriften in de Dominicaanse Republiek.

## Publicaties
Er is veel werk van hem gepubliceerd, zowel eigen werk als bijdragen in werk van anderen. Hij is winnaar van de Premio Nacional Feria del Libro Eduardo León Jimenes 2008 (de nationale prijs van de boekenbeurs Eduardo León Jimenes 2008). Voor al zijn werk is hij geëerd tijdens de XII Feria Internacional del Libro Santo Domingo 2009 (de 12e internationale boekenbeurs Santo Domingo 2009).
De lijst van publicaties is groot. Enkele door hem geschreven boeken en publicaties zijn:
- Juan Pablo Duarte, Padre de la Patria, biografía para niños (Vader des Vaderlands, biografie voor kinderen).
- Pedro Santana: historia política de un déspota (Pedro Santana: politieke geschiedenis van een despoot)
- Pensamiento y acción de los Padres de la Patria (Denken en handelen van de Vaders des Vaderlands)

Verder is hij redacteur van werk als: 
- Ensayos históricos e Instituciónes Políticas (Historische essays en essays over politieke instellingen), van Manuel Arturo Peña Batlle,

Daarnaast is hij co-auteur van de volgende publicaties: 
- Cultura y sociedad, José Chez Checo
- La República Dominicana del siglo XX (Cultuur en maatschappij in de twintigste-eeuwse Dominicaanse Republiek); Economie, Politiek, Gedachte- en letterkunde;
- Sensaciónes y colores de la República Dominicana (Sensaties en kleuren van de Dominicaanse Republiek)
- El debate de las generaciónes (Het debat van de generaties), uitgegeven door de Fundación Cultural Dominicana.

- Biblioteca Nacional de España: XX1137709
- Gemeinsame Normdatei: 1056290935
- International Standard Name Identifier: 0000 0000 6636 2160
- Système universitaire de documentation: 032662270
- Virtual International Authority File: 22219206